# Torağay (wulkan błotny)
Torağay – jeden z największych aktywnych wulkanów błotnych w Azerbejdżanie. Znajduje się 28 km od Qobustanu, a 12 km od osady Çeyildağ. Krater wulkanu ma około 900 metrów średnicy, a sam wulkan ma 402 metry wysokości.

## Opis
Torağay jest największym wulkanem w Azerbejdżanie. Jego aktywność po raz pierwszy odnotowano w 1841 roku. Kolejne wybuchy wulkanu miały miejsce w latach: 1901, 13 marca 1924, 20 kwietnia 1932, 13 listopada 1947, 1950, 1984, 1985, latem 1987 i w lipcu 1988 roku. W 2018 roku miały miejsce kolejne erupcje – po raz pierwszy 1 marca, a potem nastąpiły dwie erupcje w kwietniu. Okres największej aktywności wulkanu przypadał na lata 1984–1988, gdy wybuchł czterokrotnie.

## Ochrona
15 sierpnia 2007 roku prezydent Azerbejdżanu wydał rozporządzenie, na podstawie którego utworzono Państwowy Rezerwat Przyrody Wulkanów Błotnych w Baku i na terenie Półwyspu Apszerońskiego (Bakı və Abşeron yarımadasının palçıq vulkanları qrupu Dövlət Təbiət qoruğu). Celem była ochrona terenów, na których są zlokalizowane wulkany błotne. Wulkan Torağay znalazł się wśród 43 wulkanów objętych ochroną.

## Turystyka
Dekret prezydenta Azerbejdżanu z dnia 20 lipca 2011 roku zobowiązywał Ministerstwo Kultury i Turystyki, Ministerstwo Ekologii i Zasobów Naturalnych oraz Azerbejdżańską Narodową Akademię Nauk do utworzenie trasy turystycznej Wulkany błotne. W 2015 roku został wydany ilustrowany atlas wulkanów błotnych (w języku azerskim, angielskim i rosyjskim).